# ای دبلیو اس (گروه موسیقی)
ای دبلیو اس (به انگلیسی: AWS) گروه موسیقی مجارستانی است.
آن ها نماینده مجارستان در یوروویژن ۲۰۱۸ بودند.